# Beethoven (film)
A Beethoven egész estés amerikai–német családi filmvígjáték, amelyet 1992-ben mutattak be a mozikban. A forgatókönyvet Amy Holden Jones írta, Brian Levant rendezte, a zenéjét Randy Edelman szerezte, a producere Ivan Reitman, a főszerepben Charles Grodin és Bonnie Hunt látható. A filmet Northern Lights Entertainment készítette és a Universal Pictures forgalmazta.
Amerikában 1992. április 3-án, Magyarországon május 15-én mutatták be.
A mozifilmet öt folytatás és egy tévésorozat követte. A történet egy bernáthegyi kutya kalandjait követi nyomon, aki nevét a világhírű zeneszerző, Ludwig van Beethoven után kapta.

## Cselekmény
Egy bernáthegyi kölyökkutya békésen éli mindennapjait egy állatkereskedésben mindaddig, amíg két kisstílű tolvaj, Vernon és Harvey egy éjszaka betörnek az üzletbe, hogy kutyákat lopjanak. A kutyákkal gyorsan meglépnek, ám a kis bernáthegyi egy Jack Russell terrier segítségével sikeresen megszökik a tolvajok furgonjából. A kiskutya egy kertvárosi negyedben találja magát, ahol az éjszakát egy szemeteskukában tölti.
Reggel felfedező útra indul, és hamarosan betéved a Newton-családhoz. A házban találkozik a Newton-gyerekekkel, akik első látásra beleszeretnek a kiskutyába, és könyörögnek a szüleiknek, hadd tarthassák meg. A családfő, George Newton nem igazán örül a kiskutyának, mivel nem nagy állatbarát, de végül engedélyezi, hogy velük maradjon. A család a Beethoven nevet adja újdonsült kedvencüknek, mivel a kiskutya nagy érdeklődést tanúsít Ludwig van Beethoven zongoradarabjai iránt (tetszését mindig hangos vakkantással fejezi ki). Beethoven hamarosan több mint 80 kilóssá növi magát, mérhetetlenül sokat eszik, ennél még nagyobb rendetlenséget okoz a házban, amivel teljesen az őrületbe kergeti a rend- és tisztaságszerető George-ot.
A családfő egy légfrissítő gyárnak az igazgatója, akinek az élete az üzlet. A feleségét, Alice-t is rábeszéli, hogy menjen vissza dolgozni, így a gyerekek mellé keresni kell valakit, aki délutánonként felügyel rájuk. A választott idős asszony nem nyeri el a gyerekek, Ryce, Ted és Emily tetszését. Emily játék közben véletlenül a pótmama medencéjébe esik, míg a többiek a házban vannak. Beethoven a segítségére siet és kihúzza őt a vízből. A nagyobb gyerekek felfigyelnek vizes kistestvérükre, és rögtön felhívják az anyjukat, aki felelőtlenséggel vádolja a pótmamát és felmond neki. George ezek után hiába próbálja rábeszélni a feleségét, hogy újra munkába álljon.
George üzletembereket hív vendégségbe, akikre szüksége van a cége fejlesztéséhez. A gyerekeknek és Alice-nak nem szimpatikusak a meghívottak, ráadásul azok titokban azt tervezik, hogy csődbe juttatják Newtonék vállalkozását. Beethoven hamar megérzi a rosszat az emberekben, ezért a maga destruktív módján alaposan elbánik velük. George ettől kezdve még ellenszenvesebb lesz Beethovennel, és kijelenti, ideje eltüntetniük őt, de a felesége és a gyerekei kiállnak a kutyájuk mellett.
Eközben egy lelketlen állatorvos, dr. Herman Varnick szemet vet Beethovenre, mivel szüksége van rá az egyik kísérletéhez, amiért szép kis összegű pénz ütné a markát. El akarja pusztítani a bernáthegyit egy új típusú lőfegyver kipróbálása érdekében. Ellátogat Newtonékhoz, ahol némi művér és a ruhája széttépésével azt a látszatot kelti, hogy a kutya megtámadta őt, ezért roppantul veszélyes és el kell altatni. A családfő rááll a dologra, noha tart tőle, hogy a családja ezért megutálja őt, és a kutya iránti minden ellenszenve ellenére ő sem szívesen pusztítaná el Beethovent.
A gyerekek neheztelnek apjukra a döntés miatt, ezért Alice rábeszéli őt, hogy menjenek el az állatorvoshoz és beszéljenek vele. Rájönnek, hogy a doktor mire is készül valójában. Mivel a rendőrség nem hajlandó nekik segíteni, ezért ők maguk lendülnek akcióba, hogy megmentsék Beethovent. Követik dr. Varnickot titkos laboratóriumáig, és amikor az orvos már arra készül, hogy lelője Beethovent, George behatol az épületbe és hősiesen kimenti a kutyáját. Dr. Varnick majdnem lelőné George-ot is, de Beethoven régi barátja, a kis terrier közbeavatkozik és megmenti őket. A bíróság ezek után sorozatos állatgyilkosságok vádjával börtönre ítéli Varnickot, Newtonék pedig köztiszteletben álló hősökké válnak.
A történtek után George is megszereti Beethovent, és a családi kötelék is megerősödik az apuka és a gyerekek között.

## Szereposztás
| Szerep             | Színész              | Magyar hang    |
| ------------------ | -------------------- | -------------- |
| George Newton      | Charles Grodin       | Helyey László  |
| Alice Newton       | Bonnie Hunt          | Pápai Erika    |
| Dr. Herman Varnick | Dean Jones           | Kautzky József |
| Ryce Newton        | Nicholle Tomm        | Csondor Kata   |
| Ted Newton         | Cristopher Castile   | Simonyi Balázs |
| Emily Newton       | Sarah Rose Karr      | Szentesi Dóra  |
| Brad               | David Duchovny       | Csankó Zoltán  |
| Brie               | Patricia Heaton      | Borbás Gabi    |
| Vernon             | Stanley Tucci        | Izsóf Vilmos   |
| Harvey             | Oliver Platt         | Kerekes József |
| Mark Peet          | Joseph Gordon-Levitt | Bolba Tamás    |

## Televíziós megjelenések
MTV1, TV2, RTL Klub, Cool, Universal Channel, Comedy Central, Film Mania, Digi Film, Film+, RTL Három